# Rudolfklippe

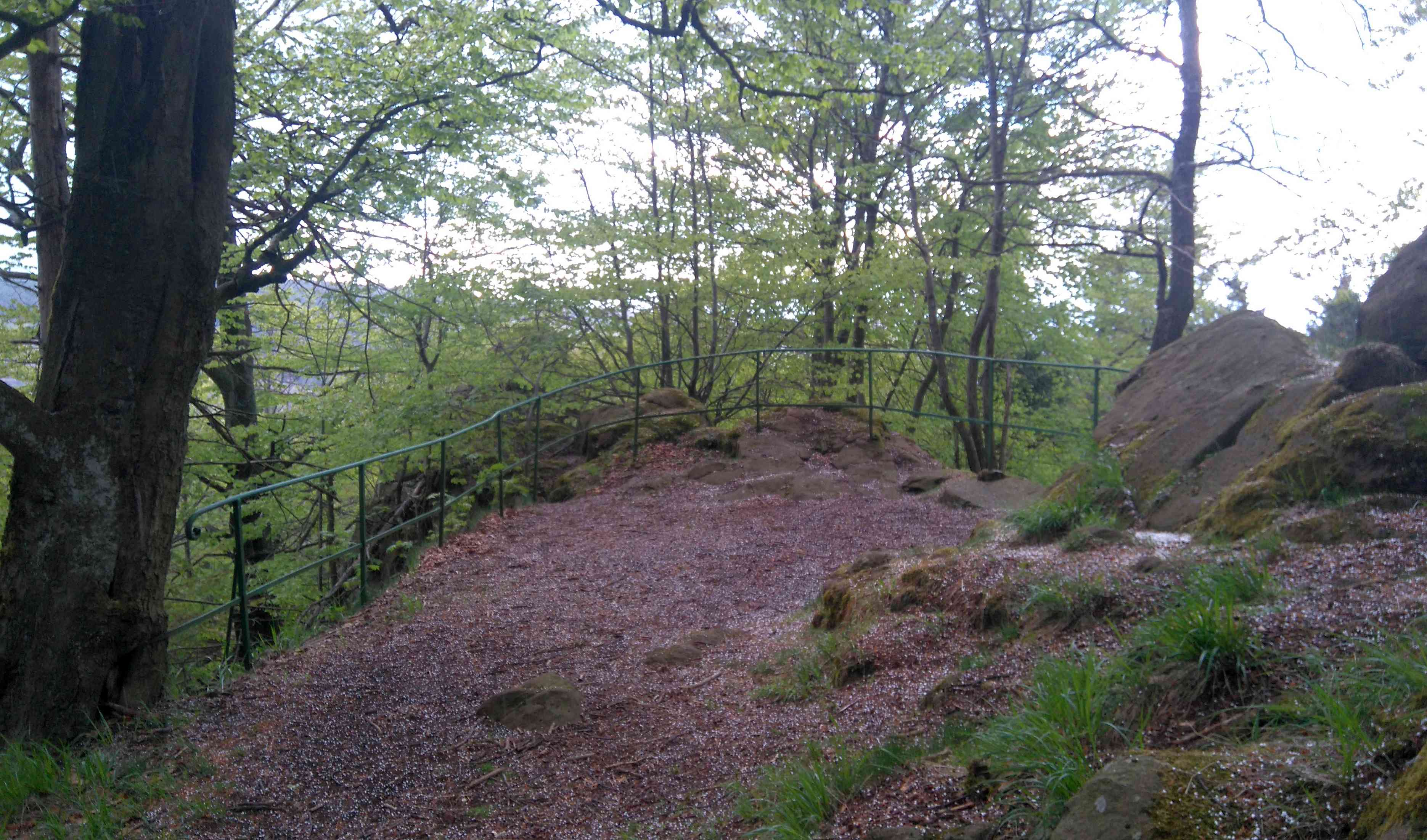
Rudolfklippe bei Bad Harzburg

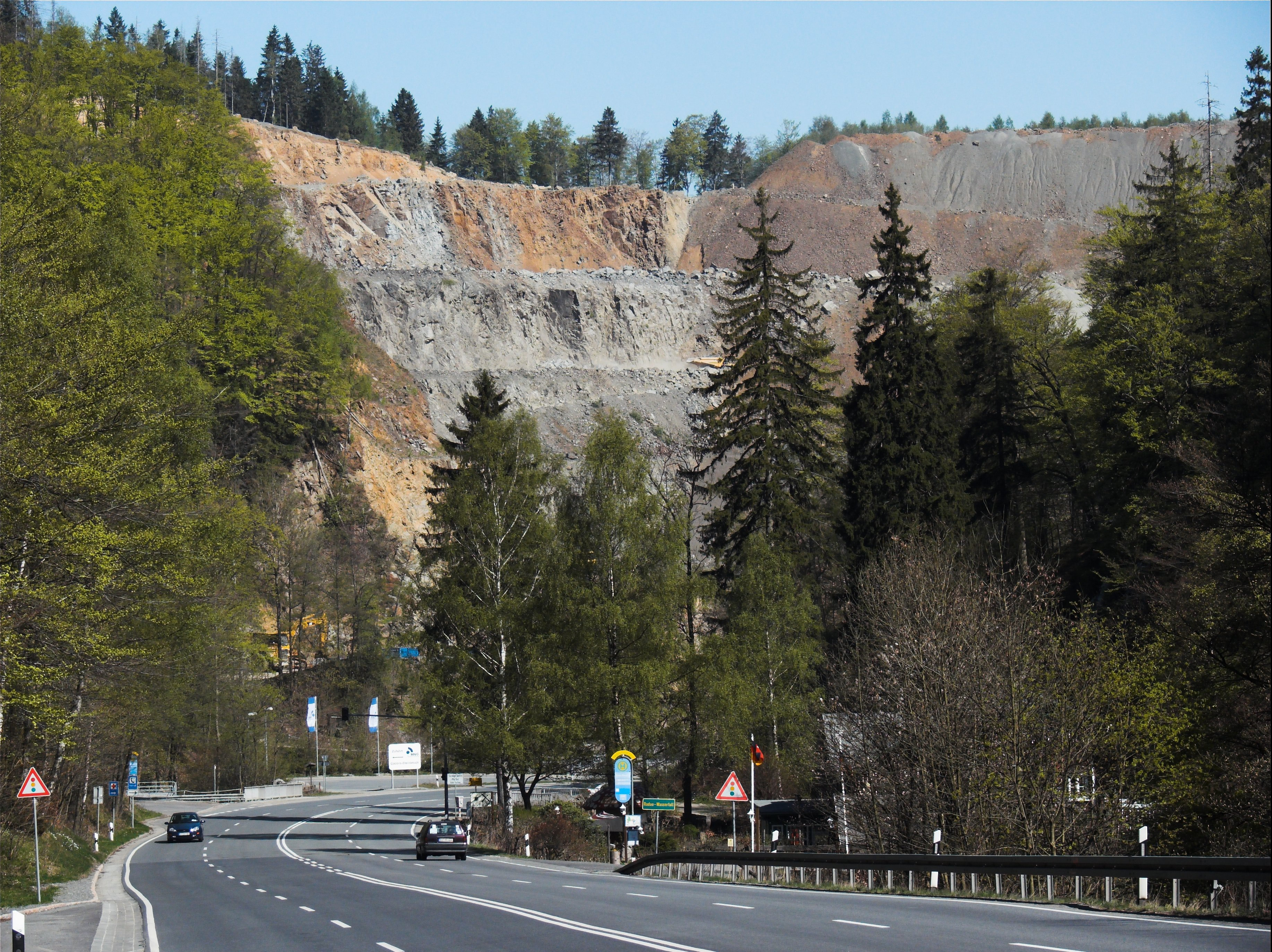
Der Gabbro-Steinbruch unterhalb der Rudolfklippe im Radautal

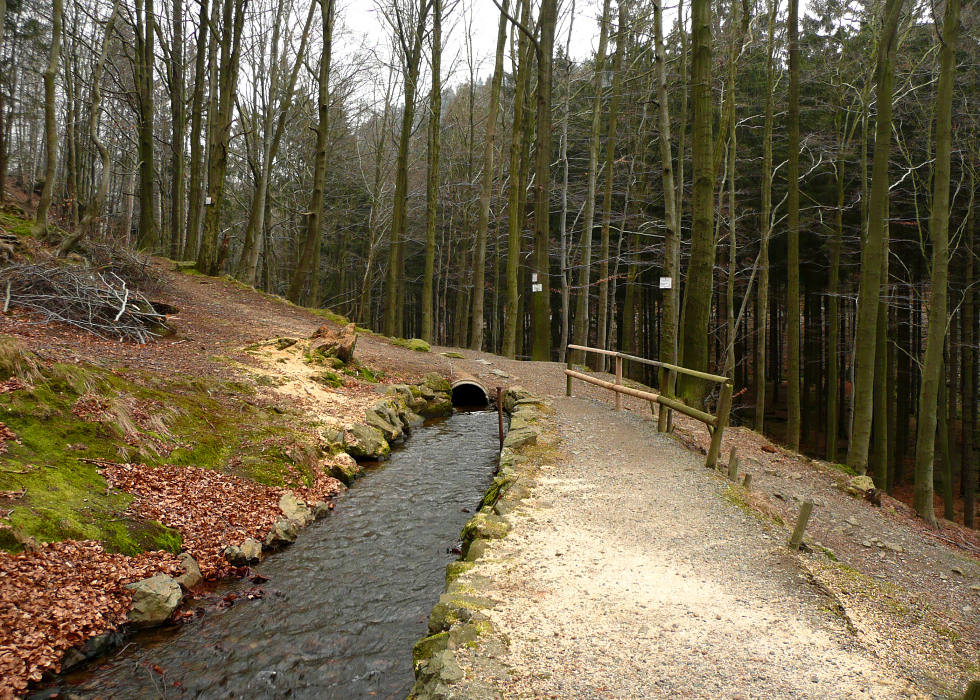
Der links den Winterberg hinaufführende Wanderweg über die Rudolfklippe zum Molkenhaus quert den zum Radauwasserfall führenden Wassergraben

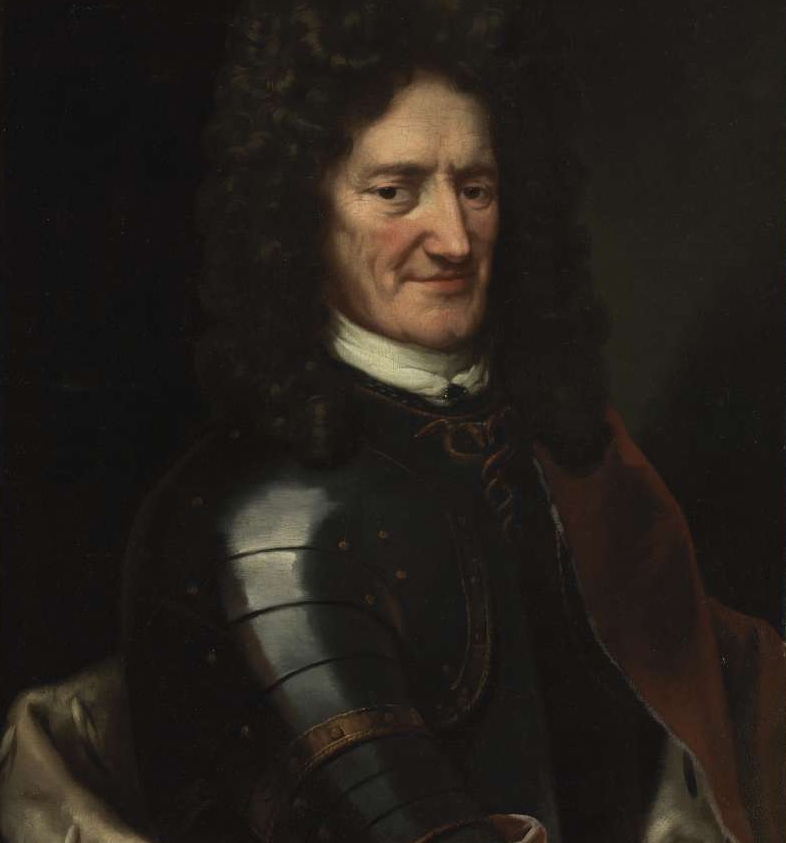
Vermutlicher Namensgeber Herzog Rudolf August von Braunschweig-Wolfenbüttel, Porträtgemälde von Hans Hinrich Rundt, vor 1700

Die Rudolfklippe ist ein Gabbrofelsen im Nationalpark Harz.

## Geografische Lage
Die Rudolfklippe befindet sich am Nordrand des Harzes im maximal 570 m Höhe, südöstlich von Bad Harzburg im Landkreis Goslar in Niedersachsen, oberhalb des Radautales im Gipfelbereich des Winterberges. Etwa 50 m von der Rudolfklippe führt der Wanderweg, der das Gasthaus am Radauwasserfall mit der Ausflugsgaststätte Molkenhaus verbindet, vorbei. Von diesem, vom Harzklub und der Verwaltung des Nationalparkes Haus ausgeschilderten Wanderweg führt ein bezeichneter Stichpfad durch den Buchenwald direkt bis zur Klippe.
Der mittlere und obere Teil der Rudolfklippe ist begehbar. Der mittlere Bereich ist mit einem Eisengeländer gesichert, um ein Abstürzen zu verhindern. Größere Bäume in unmittelbarer Nähe und unterhalb der Klippe beeinträchtigen die Sicht, die sich einst von hier aus bei klarer Sicht in Richtung Bad Harzburg und den Nordharz sowie den auf der gegenüberliegenden Talseite befindlichen Gabbro-Steinbruch bot.
Etwas unterhalb der Rudolfklippe befindet sich die Winterbergklippe, von der sich aufgrund von weniger Baumbewuchs eine bessere Aussicht in das Radautal und auf das nördliche Harzvorland mit Bad Harzburg bietet.

## Name
Über die Benennung der Klippe gibt es unterschiedliche Berichte. Eine davon ist, dass die Klippe den Namen nach Herzog Rudolf August von Braunschweig-Wolfenbüttel (1627–1707) benannt worden ist, der der damalige Landesherr gewesen ist und sich mehrfach im heutigen Bad Harzburg aufhielt.